# Wunderteam
Nos primeiros anos da década de 1930, o mundo do futebol assistiu ao surgimento de uma das maiores equipes europeias do século XX. Apresentando um futebol extremamente técnico e rápido, baseado na antiga escola escocesa  de futebol introduzida por Jimmy Hogan, a seleção austríaca comandada por Hugo Meisl encantou o mundo de tal forma que foi apelidada de Wunderteam ("Time Maravilha"). A equipe que contava com uma linha de frente formada por Matthias Sindelar, Josef Smistik e Walter Nausch, tinha Sindelar como sua principal estrela, que fora apelidado de Der Papierene, o "Homem de Papel", devido ao seu físico e sua elasticidade com que driblava os adversários, parecendo flutuar em campo feito papel.

## História

### Ascensão à fama e sucesso
Tendo surgido no início dos anos 1930, a Áustria tornou-se muito popular e conhecida na Europa. Antes da Copa do Mundo de 1934, onde eram um dos grandes favoritos ao título, a equipe conseguiu duas grandes vitórias sobre a rival Alemanha, de cinco e seis a zero, respectivamente. Logo, enfrentaram a Suíça, de onde saíram vencedores com mais uma goleada de cinco a zero. Ainda conseguiu uma esmagadora vitória sobre a Hungria por oito a dois. Também conquistariam a Copa Internacional (atual Eurocopa) dois anos antes, após uma vitória por quatro a dois sobre a Itália.

### Copa do Mundo de 1934
Na tão esperada Copa do Mundo, a Áustria chegou como uma das grandes favoritas ao título. A primeira partida na Copa, foi contra a França na oitavas de final (a Copa começou diretamente nos mata-matas). Após um empate em 1 a 1 no tempo normal, a partida se encaminhou para a prorrogação. Aí, aproveitando-se do cansaço dos franceses, os austríacos conseguiram vencer por 3 a 2.
Classificados, enfrentaram a Hungria nas quartas de final, um clássico pelo fato de os dois países terem governado o Império Austro-Húngaro. O Wunderteam conseguiu uma vitória por 2 a 1. Nas semifinais, enfrentariam a Itália. No jogo, os austríacos foram muito prejudicados devido a forte chuva ocorrida na véspera e no dia da partida, prejudicando o rápido toque de bola da equipe. A partida terminou com vitória italiana, tendo a Áustria, assim como a Hungria, vinte anos mais tarde, mesmo apresentando o melhor futebol do torneio, não conseguindo ficar com a taça.
A Áustria ainda teve a oportunidade de ficar no pódio na disputa pelo terceiro lugar contra a mesma Alemanha que goleara anos antes. Mas acabou perdendo a partida por 3 a 2, e, o time que encantou todos, acabou ficando com um modesto quarto lugar.

### Segunda Guerra Mundial e o fim da equipe
A equipe que encantava o mundo, ainda teve uma chance de título nos Jogos Olímpicos de 1936, mas acabaram terminando com a prata. A morte de Hugo Meisl no ano seguinte, marcou o início do fim. A Áustria conseguiu sua classificação para a Copa de 1938, mas acabou não participando, após ser anexada à Alemanha Nazista. Quatro austríacos remanescentes de 1934 - Josef Stroh, Franz Wagner, Willibaud Schmaus e Rudolf Raftl - foram "aproveitados" para o torneio pela também classificada seleção alemã. Matthias Sindelar, a principal estrela da equipe austríaca, também foi convidado para defender a equipe alemã, mas o recusou.

### Influência no Futebol Total
O Wunderteam também é mencionado como a primeira equipe nacional a jogar o Futebol Total. Tendo ainda, seguido o mesmo caminho dos Países Baixos, que popularizaram o "Futebol Total", chegando como grandes favoritos ao torneio, mas não conseguindo conquistar a taça. Não por acaso, Ernst Happel, considerado um dos maiores jogadores de futebol austríaco, foi treinador da Laranja mecânica que terminou com o vice-campeonato na Copa do Mundo de 1978, apresentando ainda o Futebol Total, que encantou o mundo quatro anos antes.